# Ptinus kutzschenbachi
Ptinus kutzschenbachi is een keversoort uit de familie klopkevers (Ptinidae). De wetenschappelijke naam van de soort werd in 1878 gepubliceerd door Edmund Reitter in Schneider & Leder.